# Týmový profil
Týmový profil je soubor osobnostních profilů daného týmu. Umožňuje hlubší proniknutí do složení a fungování pracovního týmu, analýzu týmu jako celku a zjištění jeho hlavních charakteristik. Týmové profily jsou sestavovány na základě osobnostní psychodiagnostiky (např. Hoganových osobnostních dotazníků ) či jiných nástrojů (např. 360° zpětné vazby ). Zobrazení dat jednotlivců v kontextu celého týmu pak umožní nahlédnout na charakteristiky a rysy jeho členů a jejich vzájemnou provázanost. Metoda týmového profilu tak umožňuje pochopit fungování týmu jako celku, ale i úlohy jednotlivců v něm a jednotlivé role, které v rámci týmu daní aktéři sehrávají. 

## Cíle
Týmový profil má za cíl odhalit silné a slabé stránky pracovní skupiny a zlepšit celkové fungování týmu a efektivitu jeho vedení. Je obvyklé, že na sebe mají členové týmu vliv, takže výkonnost týmu závisí jak na každém jednotlivci zvlášť, tak i na kooperaci členů týmu a jejich společném pracovním soužití a celkové komunikaci. Hlavním cílem týmového profilu je rozvoj týmové synergie. Týmový profil ale také umožňuje předem zjistit, jakou roli ve skupině zaujme nový člen a do jaké míry bude s týmem kompatibilní, zároveň tedy může sloužit jako podklad pro firemní benchmark. Dalším cílem metody je odhalení souvislostí a odlišností mezi jednotlivými členy a následný případný dopad na celý tým. Týmový workshop založený na analýze týmu pak umožňuje prohloubit vzájemné pochopení a poznání členů týmu a případně nalézt a odstranit neporozumění či problémy ve skupině.

## Vliv a role jednotlivce
Individuální charakteristiky a vlastnosti jednotlivce (svědomitost, stabilita, způsob interakce s ostatními) ovlivňují jeho roli a povahu vztahů s ostatními ve skupině. Každý člen sehrává určitou roli a svým vědomým i nevědomým jednáním ovlivňuje celkovou dynamiku a úspěšnost pracovní skupiny. To, zda bude či nebude tým výkonný, závisí na mnoha faktorech, které týmový profil odhaluje.

## Výstupy a zobrazení dat
Výstupy z analýzy týmového profilu mohou být zobrazeny formou základního statistického zpracováni dat do podoby grafu porovnávajícího výsledky jednotlivých členů se zobrazením středních hodnot týmu jako celku. Dále je možné provést analýzu týmu, ve smyslu grafického zobrazení podobnosti či odlišnosti profilů jednotlivých členů formou jejich vzájemné blízkosti či vzdálenosti. Rozdělení členů týmu podle pracovní a interakční typologie pak umožňuje lépe identifikovat jejich týmové role.